# Universidad de Windsor
La Universidad de Windsor (UWindsor) es una universidad pública integral y de investigación en Windsor, Ontario, Canadá Es la universidad más austral de Canadá. Tiene aproximadamente 12,000 estudiantes de tiempo completo y medio tiempo en pregrado y 4,000 estudiantes de posgraduado. Fundada en 1963, la Universidad de Windsor ha graduado más de 100,000 alumnos.
La Universidad de Windsor tiene nueve facultades, incluidas la Facultad de Artes, Humanidades y Ciencias Sociales, la Facultad de Educación, la Facultad de Ingeniería, la Escuela Odette de negocios, la facultad de estudios de posgrado, la facultad de cinética humana, la Facultad de derecho, la facultad de enfermería y la facultad de ciencias. A través de sus facultades y escuelas independientes, la universidad ha demostrado sus principales enfoques de investigación en investigación automotriz, ambiental, de justicia social y de comercio internacional. En los últimos años, ha comenzado a centrarse cada vez más en la salud, las ciencias naturales y la investigación empresarial.